# Савченко Олексій Віталійович
Олексі́й Віта́лійович Са́вченко (27 вересня 1993, Старовірівка, Харківська область, Україна) — український футболіст, півзахисник .

## Біографія

### Ранні роки
Олексій народився 27 вересня 1993 року в селі Старовірівка Харківської області. Почав навчатись футболу в Харківському державному училищі фізичної культури № 1, за команду якого грав у ДЮФЛ.

### «Динамо»
На початку 2011 року, пройшовши разом з молодіжним складом київського «Динамо» навчально-тренувальний збір на Кіпрі, Савченко підписав трирічний контракт з клубом. Дебют молодого півзахисника за молодіжну команду «Динамо» відбувся 4 березня 2011 року у виїзному матчі проти «молодіжки» донецького «Металурга», який завершився нульовою нічиєю, а вже в наступному матчі молодіжної першості Олексій забив свій дебютний гол у ворота «Ворскли». Усього ж у дебютному для себе сезоні Савченко взяв участь в 11 матчах.
У наступному сезоні 2011/12 Савченко закріпився у складі молодіжної команди, яку очолив Олександр Хацкевич, провівши за сезон 17 зустрічей, в яких він забив один гол. Цей гол був забитий ударом зі штрафного у київському дербі проти «Оболоні» і незабаром Савченко став наступником основного виконавця стандартів Сергія Рибалки. У сезоні 2012/13 Олексій взяв участь у 9 матчах і забив один гол, здебільшого виступаючи за юнацьку команду (U-19), допомігши їй виграти першу юнацьку першість України (20 ігор, 10 голів).
Улітку 2013 року тренер «молодіжки» Олександр Хацкевич очолив другу динамівську команду, що грала в Першій лізі. З собою він узяв низку гравців, зокрема й Савченка. У професіональних змаганнях Олексій дебютував 14 липня 2013 року у виїзному матчі проти чернігівської «Десни», що завершився внічию 0:0, а Савченко вийшов на поле на 71 хвилині матчу на заміну. Після цього став основним гравцем динамівського дубля, зігравши за два роки 54 матчі в Першій лізі.

### «Говерла»
Улітку 2015 року разом з групою інших гравців «Динамо» перейшов в оренду в ужгородську «Говерлу». У Прем'єр-лізі дебютував 19 липня того ж року в матчі першого туру чемпіонату проти дніпропетровського «Дніпра» (1:1), у якому відіграв усю гру.

### «Черкаський Дніпро»
У липні 2016 року став гравцем «Черкаського Дніпра».

### «Чорноморець» та «Полісся»
13 липня 2018 року стало відомо, що Савченко став гравцем одеського «Чорноморця». 11 лютого 2019 року ЗМІ повідомили, що Савченко покидає одеську команду, а вже наступного місяця Савченко став гравцем друголігового «Полісся» (Житомир).